# Lijst van Stolpersteine in Sliedrecht

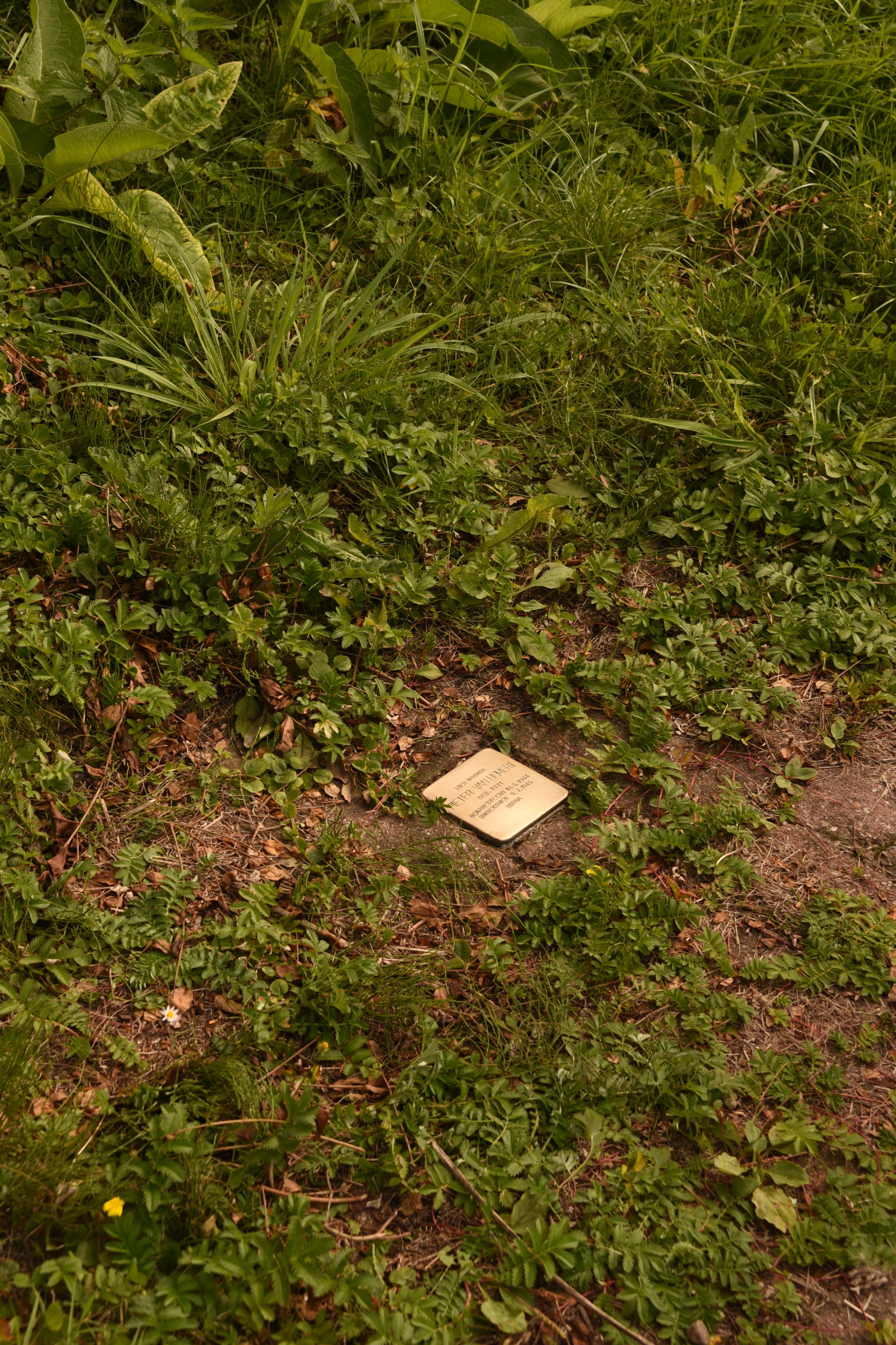
Stolperstein voor Pieter van Hemert in Sliedrecht

De lijst van Stolpersteine in Sliedrecht geeft een overzicht van de gedenkstenen in de gemeente Sliedrecht in de Nederlandse provincie Zuid-Holland die zijn geplaatst in het kader van het Stolpersteine-project van de Duitse beeldhouwer-kunstenaar Gunter Demnig.
Stolpersteine zijn opgedragen aan slachtoffers van het nationaalsocialisme, al diegenen die zijn vervolgd, gedeporteerd, vermoord, gedwongen te emigreren of tot zelfmoord gedreven door het nazi-regime. Demnig legt voor elk slachtoffer een aparte steen, meestal voor de laatste zelfgekozen woning.
Omdat het Stolpersteine-project doorloopt, kan deze lijst onvolledig zijn.

## Stolpersteine
In Sliedrecht liggen 41 Stolpersteine op zestien adressen.
In de nacht van 9 op 10 mei 1944 schoot het verzet van de Helsluis twee landwachters dood. Als vergeldingsmaatregel werden honderden jonge mannen de volgende week aan beide zijden van de rivier de Merwede gearresteerd en meegenomen door de Duitse bezettingsmacht: 26 van deze mannen keerden niet terug. In Sliedrecht liggen 39 Stolpersteine op veertien adressen, elf van hen voor slachtoffers van de represaille.

### Sliedrecht
| Afbeelding | Inscriptie | Adres                                             | Herdachte persoon                                                             |
| ---------- | --- | ------------------------------------------------- | ----------------------------------------------------------------------------- |
|            | HIER ONDERGEDOKEN ROZETTE VAN AALS GEB. 1882 GEARRESTEERD 3.3.1943 VERMOORD 9.4.1943 SOBIBOR                           | Stationsweg 32 Kaart (OSM)                        | Rozette van Aals (1882-1943)                                                  |
|            | HIER WOONDE BAREND DE BRUIN GEB. 1919 MERWEDEGIJZELAAR GEARRESTEERD 16.5.1944 BEZWEKEN 7.11.1944 MERSEBURG             | Rivierdijk 72 Kaart (OSM)                         | Barend de Bruin (1919-1944)                                                   |
|            | HIER WOONDE GERRIT GIJSBERTUS DE BRUIN GEB. 1924 MERWEDEGIJZELAAR GEARRESTEERD 16.5.1944 BEZWEKEN 30.9.1944 KIERITZSCH | Wilhelminastraat 11 Kaart (OSM)                   | Gerrit Gijsbertus de Bruin (1924-1944)                                        |
|            | HIER WOONDE TEUNIS CEELEN GEB. 1925 GEARRESTEERD 16.5.1944 OMGEKOMEN 10.11.1944 LIPPENDORF                             | Stationsweg 196 Kaart (OSM)                       | Teunis Ceelen (1925-1944)                                                     |
|            | HIER WOONDE JACQUES VAN GELDEREN GEB. 1903 GEARRESTEERD 12.8.1942 VERMOORD 30.9.1942 AUSCHWITZ                         | Stationsweg 32 Kaart (OSM)                        | Jacques van Gelderen (1903-1942)                                              |
|            | HIER WOONDE SIMON VAN GELDEREN GEB. 1935 GEARRESTEERD 14.8.1942 VERMOORD 19.8.1942 AUSCHWITZ                           | Stationsweg 32 Kaart (OSM)                        | Simon van Gelderen (1935-1942)                                                |
|            | HIER WOONDE SOPHIA VAN GELDEREN- KLEINKRAMER GEB. 1901 GEARRESTEERD 14.8.1942 VERMOORD 19.8.1942 AUSCHWITZ             | Stationsweg 32 Kaart (OSM)                        | Sophia van Gelderen-Kleinkramer (1901-1942)                                   |
|            | HIER ONDERGEDOKEN DAVID DE GOEDE GEB. 1922 GEARRESTEERD 3.3.1943 VERMOORD 9.4.1943 SOBIBOR                             | Stationsweg 32 Kaart (OSM)                        | David de Goede (1922-1943)                                                    |
|            | HIER ONDERGEDOKEN JULIA DE GOEDE- SALOMONS GEB. 1886 GEARRESTEERD 3.3.1943 VERMOORD 9.4.1943 SOBIBOR                   | Stationsweg 32 Kaart (OSM)                        | Julia de Goede-Salomons (1886-1943)                                           |
|            | HIER WOONDE KLAAS GÖRTEMÖLLER GEB. 1920 GEARRESTEERD 16.5.1944 OMGEKOMEN 17.11.1944 ZÖSCHEN                            | Molendijk 160 Kaart (OSM)                         | Klaas Görtemöller (1920-1944)                                                 |
|            | HIER WOONDE ARIE KORS GROENEVELD GEB. 1919 MERWEDEGIJZELAAR GEARRESTEERD 16.5.1944 BEZWEKEN 28.11.1944 AMMENDORF       | Rivierdijk 256 Kaart (OSM)                        | Arie Kors Groeneveld (1919-1944)                                              |
|            | HIER WOONDE PIETER HARKEMA GEB. 1920 GEARRESTEERD 16.5.1944 OVERLEDEN 13.3.1945 ZÖSCHEN                                | Rembrandtlaan 20 (voorheen nummer 12) Kaart (OSM) | Pieter Harkema (1920-1945)                                                    |
|            | HIER WOONDE SIMON DEN HARTOG GEB. 1869 GEARRESTEERD 17.11.1942 VERMOORD 3.12.1942 AUSCHWITZ                            | Rivierdijk 414 Kaart (OSM)                        | Simon den Hartog (1869-1942)                                                  |
|            | HIER WOONDE MIETJE DEN HARTOG- DEN HARTOG GEB. 1870 GEARRESTEERD 17.11.1942 VERMOORD 3.12.1942 AUSCHWITZ               | Rivierdijk 414 Kaart (OSM)                        | Mietje den Hartog-den Hartog (1870-1942)                                      |
|            | HIER WOONDE SOPHIA DEN HARTOG GEB. 1881 GEARRESTEERD 17.11.1942 VERMOORD 3.12.1942 AUSCHWITZ                           | Rivierdijk 414 Kaart (OSM)                        | Sophia den Hartog (1881-1942)                                                 |
|            | HIER WOONDE HENDRIJNTJE DEN HARTOG GEB. 1901 GEARRESTEERD 17.11.1942 VERMOORD 3.12.1942 AUSCHWITZ                      | Rivierdijk 414 Kaart (OSM)                        | Hendrijntje den Hartog (1901-1942)                                            |
|            | HIER WOONDE HARTOG DEN HARTOG GEB. 1896 GEARRESTEERD 17.11.1942 VERMOORD 5.2.1942 AUSCHWITZ                            | Adriaan Volkersingel 25 Kaart (OSM)               | Hartog den Hartog (1896-1942)                                                 |
|            | HIER WOONDE HELENA DEN HARTOG -VAN DER SLUIS GEB. 1899 GEARRESTEERD 17.11.1942 VERMOORD 5.2.1943 AUSCHWITZ             | Adriaan Volkersingel 25 Kaart (OSM)               | Helena den Hartog-van der Sluis (1899-1943)                                   |
|            | HIER WOONDE SIMON DEN HARTOG GEB. 1927 GEARRESTEERD 17.11.1942 VERMOORD 5.2.1943 AUSCHWITZ                             | Adriaan Volkersingel 25 Kaart (OSM)               | Simon den Hartog (1927-1943)                                                  |
|            | HIER WOONDE EMANUEL DEN HARTOG GEB. 1931 GEARRESTEERD 17.11.1942 VERMOORD 5.2.1943 AUSCHWITZ                           | Adriaan Volkersingel 25 Kaart (OSM)               | Emanuël den Hartog (1931-1943)                                                |
|            | HIER WOONDE PIETER VAN HEMERT GEB. 1921 GEARRESTEERD 16.5.1944 OMGEKOMEN 9.2.1945 BORNA                                | Parallelweg 8 Kaart (OSM)                         | Pieter van Hemert (1921-1945)                                                 |
|            | HIER ONDERGEDOKEN HESTER KATTENBURG-FLES GEB. 1888 GEARRESTEERD 3.3.1943 VERMOORD 9.4.1943 SOBIBOR                     | Stationsweg 32 Kaart (OSM)                        | Hester Kattenburg-Fles (1888-1943)                                            |
|            | HIER ONDERGEDOKEN MARTHA KATTENBURG- GOLDSTEIN GEB. 1887 GEARRESTEERD 3.3.1943 VERMOORD 9.4.1943 SOBIBOR               | Stationsweg 32 Kaart (OSM)                        | Martha Kattenburg-Goldstein (1887-1943), schoonzus van Hester Kattenburg-Fles |
|            | HIER WOONDE BETJE KLEINKRAMER- DEN HARTOG GEB. 1867 GEARRESTEERD 17.11.1942 VERMOORD 3.12.1942 AUSCHWITZ               | Rivierdijk 414 Kaart (OSM)                        | Betje Kleinkramer-den Hartog (1867-1942)                                      |
|            | HIER WOONDE HARTOG KLEINKRAMER GEB. 1930 GEARRESTEERD 4.9.1942 VERMOORD 14.9.1942 AUSCHWITZ                            | Adriaan Volkersingel 22 Kaart (OSM)               | Hartog Kleinkramer (1930-1942)                                                |
|            | HIER WOONDE MIETJE KLEINKRAMER GEB. 1933 GEARRESTEERD 4.9.1942 VERMOORD 14.9.1942 AUSCHWITZ                            | Adriaan Volkersingel 22 Kaart (OSM)               | Mietje Kleinkramer (1933-1942)                                                |
|            | HIER WOONDE SALOMON KLEINKRAMER GEB. 1896 GEARRESTEERD 4.9.1942 VERMOORD 31.3.1943 SEIBERSDORF                         | Adriaan Volkersingel 22 Kaart (OSM)               | Salomon Kleinkramer (1896-1943)                                               |
|            | HIER WOONDE SARA KLEINKRAMER -DEN HARTOG GEB. 1899 GEARRESTEERD 4.9.1942 VERMOORD 14.9.1942 AUSCHWITZ                  | Adriaan Volkersingel 22 Kaart (OSM)               | Sara Kleinkramer-den Hartog (1899-1942)                                       |
|            | HIER WOONDE SIEGFRIED KLEINKRAMER GEB. 1931 GEARRESTEERD 4.9.1942 VERMOORD 14.9.1942 AUSCHWITZ                         | Adriaan Volkersingel 22 Kaart (OSM)               | Siegfried Kleinkramer (1931-1942)                                             |
|            | HIER WOONDE SIMON KLEINKRAMER GEB. 1928 GEARRESTEERD 4.9.1942 VERMOORD 31.3.1943 SEIBERSDORF                           | Adriaan Volkersingel 22 Kaart (OSM)               | Simon Kleinkramer (1928-1943)                                                 |
|            | HIER WOONDE ARIE DE KLUIJVER GEB. 1926 GEARRESTEERD 16.5.1944 OMGEKOMEN 11.1.1945 PERES                                | Molendijk 25 Kaart (OSM)                          | Arie de Kluijver (1926-1945)                                                  |
|            | HIER WOONDE JACOB VAN DER KNAAP GEB. 1925 MERWEDEGIJZELAAR GEARRESTEERD 16.5.1944 BEZWEKEN 2.11.1944 OBHAUSEN          | Julianastraat 24 (voorheen nummer 30) Kaart (OSM) | Jacob van der Knaap (1925-1944)                                               |
|            | HIER WOONDE STEVEN GERRIT VAN DER KREEFT GEB. 1922 GEARRESTEERD 16.5.1944 OVERLEDEN 9.12.1944 LIPPENDORF               | Stationsplein 8 Kaart (OSM)                       | Steven Gerrit van der Kreeft (1922-1944)                                      |
|            | HIER WOONDE LEENTJE NEDERLOF GEB. 1890 GEARRESTEERD 3.3.1943 VERMOORD 28.2.1945 RAVENSBRÜCK                            | Stationsweg 32 Kaart (OSM)                        | Leentje Nederlof (1890-1945)                                                  |
|            | HIER ONDERGEDOKEN JOSEPH DE RAAIJ GEB. 1891 GEARRESTEERD 3.3.1943 VERMOORD 17.9.1943 AUSCHWITZ                         | Stationsweg 32 Kaart (OSM)                        | Joseph de Raaij (1891-1943)                                                   |
|            | HIER ONDERGEDOKEN VROUWTJE DE RAAIJ-DE JONG GEB. 1896 GEARRESTEERD 3.3.1943 VERMOORD 17.9.1943 AUSCHWITZ               | Stationsweg 32 Kaart (OSM)                        | Vrouwtje de Raaij-de (1896-1943)                                              |
|            | HIER WOONDE CORNELIS DE REK GEB. 1922 MERWEDEGIJZELAAR GEARRESTEERD 16.5.1944 BEZWEKEN 11.11.1944 OBHAUSEN             | Vondelstraat 11 Kaart (OSM)                       | Cornelis de Rek (1922-1944)                                                   |
|            | HIER ONDERGEDOKEN ANTOINETTA ROSENAU-FLES GEB. 1885 GEARRESTEERD 3.3.1943 VERMOORD 9.4.1943 SOBIBOR                    | Stationsweg 32 Kaart (OSM)                        | Antoinetta Rosenau-Fles (1885-1943)                                           |
|            | HIER WOONDE BERTJE SANDERS GEB. 1939 GEARRESTEERD 27.8.1943 VERMOORD 10.9.1943 AUSCHWITZ                               | Hugo de Grootstraat 70 Kaart (OSM)                | Bertje Sanders (1939-1943)                                                    |
|            | ELLY 'ELINE' SANDERS GEB. 1932 GEARRESTEERD 27.8.1943 BARCHEM VERMOORD 10.9.1943 AUSCHWITZ                             | Hugo de Grootstraat 70 Kaart (OSM)                | Elly 'Eline' Sanders (1932-1943)                                              |
|            | HIER WOONDE MARLEENTJE SANDERS GEB. 1934 GEARRESTEERD 27.8.1943 VERMOORD 10.9.1943 AUSCHWITZ                           | Hugo de Grootstraat 70 Kaart (OSM)                | Marleentje Sanders (1934-1943)                                                |

## Data van plaatsingen
- 6 februari 2017: elf Stolpersteine op Adriaan Volkersingel 22 en 25, Molendijk 160
- 27 april 2018: zeven Stolpersteine op Hugo de Grootstraat 70, Rivierdijk 414
- 28 april 2018: drie Stolpersteine op Molendijk 25, Parallelweg 8, Stationsweg 196
- 7 oktober 2019: veertien Stolpersteine op Stationsplein 8, Rembrandtlaan 20 (voorheen 12), Stationsweg 32
- 18 september 2021: twee Stolpersteine op Julianastraat 24 (voorheen 30), Wilhelminastraat 11
- 11 april 2023: twee Stolpersteine op Hugo de Grootstraat 70, Rivierdijk 256
- 16 mei 2025: twee Stolpersteine op Rivierdijk 72, Vondelstraat 11